# Coenosia atra
Coenosia atra este o specie de muște din genul Coenosia, familia Muscidae, descrisă de Johann Wilhelm Meigen în anul 1830. Conform Catalogue of Life specia Coenosia atra nu are subspecii cunoscute.